# کاترین الکساندر
کاترین الکساندر (انگلیسی: Katharine Alexander؛ ‏ ۲۲ سپتامبر ۱۸۹۸ – ۱۰ ژانویهٔ ۱۹۸۱) یک هنرپیشه اهل ایالات متحده آمریکا بود. وی بین سال‌های ۱۹۳۰ تا ۱۹۵۱ میلادی فعالیت می‌کرد.

## گزیده فیلمشناسی
از فیلم‌ها یا برنامه‌های تلویزیونی که وی در آن نقش داشته‌است می‌توان به آثار زیر اشاره کرد.
- کمدی انسانی (فیلم ۱۹۴۳) (۱۹۴۳)
- حالا، مسافر (۱۹۴۲)
- آنی در ویندی پاپلز (فیلم) (۱۹۴۰)
- گوژپشت نتردام (فیلم ۱۹۳۹) (۱۹۳۹)
- در صحنه (۱۹۳۷)
- طلای ساتر (۱۹۳۶)
- آوریل افسون‌شده (فیلم ۱۹۳۵) (۱۹۳۵)
- کاردینال ریشلیو (فیلم) (۱۹۳۵)
- پس از ساعت اداری (۱۹۳۵)
- برت‌های خیابان ویمپول (فیلم ۱۹۳۴) (۱۹۳۴)